# Barnvälsignelse
Barnvälsignelse är en tradition i de kristna församlingar, samfund och kyrkor som utför troendedop i stället för att döpa spädbarn, exempelvis inom Evangeliska frikyrkan, Pingströrelsen och Svenska baptistsamfundet. Syftet är att barnet själv, när det blir äldre, ska kunna ta ett eget beslut om troendedop.
Däremot i Svenska Missionskyrkan förekommer både barndop och barnvälsignelse.
Barnvälsignelsen som ofta sker i församlingens mitt, under söndagens huvudgudstjänst, är en handling som går tillbaka på Jesu handling då man förde barn fram till honom för att han skulle välsigna dem. (Luk 18:15-17)
Barnvälsignelsen är inte jämförbart med bruket att döpa spädbarn, utan är ett sätt att tacka Gud för det nyfödda barnet och önska lycka och välgång för det. Detta utan att ge barnet en religionstillhörighet eller medlemskap i församling.